# Pseudodinia nitens
Pseudodinia nitens är en tvåvingeart som först beskrevs av Axel Leonard Melander och Arnold Spuler 1917.  Pseudodinia nitens ingår i släktet Pseudodinia och familjen markflugor. Inga underarter finns listade i Catalogue of Life.